# Liste der Biografien/Maz
Liste der Biografien |
Portal Biografien |
Personensuche
# |
A |
B |
C |
D |
E |
F |
G |
H |
I |
J |
K |
L |
M |
N |
O |
P |
Q |
R |
S |
T |
U |
V |
W |
X |
Y |
Z |
?
 
Ma |
Mb |
Mc |
Md |
Me |
Mf |
Mg |
Mh |
Mi |
Mj |
Mk |
Ml |
Mm |
Mn |
Mo |
Mp |
Mq |
Mr |
Ms |
Mt |
Mu |
Mv |
Mw |
Mx |
My |
Mz
 
Maa |
Mab |
Mac |
Mad |
Mae |
Maf |
Mag |
Mah |
Mai |
Maj |
Mak |
Mal |
Mam |
Man |
Mao |
Map |
Maq |
Mar |
Mas |
Mat |
Mau |
Mav |
Maw |
Max |
May |
Maz
Die Liste der Biografien führt alle Personen auf, die in der deutschsprachigen Wikipedia einen Artikel haben. Dieses ist eine Teilliste mit 408 Einträgen von Personen, deren Namen mit den Buchstaben „Maz“ beginnt.

## Maz
- Maz, Nelson Sebastián (* 1984), uruguayischer Fußballspieler

### Maza
- Maza, Ana Carla (* 1995), kubanische Jazz- und Weltmusikerin (Cello, Gesang, Komposition)
- Maza, Eubrig (* 1999), venezolanischer Leichtathlet
- Maza, Francisco de la (1913–1972), mexikanischer Kunsthistoriker und -kritiker
- Maza, Ibrahim (* 2005), algerisch-deutscher Fußballspieler
- Maza, Joschua (1931–2020), israelischer Politiker
- Maza, José (1889–1964), chilenischer Politiker und gewählter Präsident 10. UN-Generalversammlung
- Maza, Marisa (* 1965), spanische Künstlerin, Dozentin und Kuratorin
- Maza, Nathaly (* 1991), ecuadorianisch-österreichische Fußballspielerin
- Maza, Piero (* 1984), chilenischer Fußballschiedsrichter
- Mazabanes († 260), Bischof von Jerusalem
- Mazade, Charles de (1820–1893), französischer Journalist, Dichter und Literaturkritiker
- Mazadou, Sulliman (* 1985), nigrisch-französischer Fußballspieler
- Mazagg, Bernd (* 1977), österreichischer Toningenieur und Tonmeister
- Mazagg, Lukas (* 1999), italienisch-deutscher Fußballspieler
- Mazagg, Siegfried (1902–1932), österreichischer Architekt, Zeichner und Karikaturist
- Mazah, Zoe (* 1975), deutsch-liberianische Reggae-Sängerin
- Mazaheri, Ali (* 1982), iranischer Amateurboxer
- Mazahéri, Aly (1914–1991), iranischer Iranist, Soziologe und Historiker
- Mazaheri, Mohammad Rashid (* 1989), iranischer Fußballspieler
- Mazaheri, Tahmasb (* 1953), iranischer Politiker, Ökonom und Gouverneur der Zentralbank des Iran
- Mazaios († 328 v. Chr.), persischer Satrap von Kilikien und Babylon
- Mazairac, Antoine (1901–1966), niederländischer Radrennfahrer
- Mazak, Alberich (1609–1661), österreichischer römisch-katholischer Ordenspriester, Komponist, Chorleiter und Kapellmeister
- Mazak, Natalija (* 1982), ukrainische Primaballerina
- Mazák, Vratislav (1937–1987), tschechoslowakischer Wissenschaftler und Zoologe
- Mazakarini, Bettina, österreichische Filmeditorin und Tongestalterin
- Mazakarini, Leo (1936–2020), österreichischer Schriftsteller, Verleger, Schauspieler und Universitätsdozent
- Mazakes, Satrap von Ägypten
- Mazaki, Jinsaburō (1876–1956), japanischer General
- Mazal, Otto (1932–2008), österreichischer Byzantinist und Bibliothekar
- Mazal, Wolfgang (* 1959), österreichischer Arbeits- und Sozialrechtler sowie Medizinrechtler
- Mazala, Agness (* 1998), sambische Leichtathletin
- Mazali, Adimir Antônio (* 1966), brasilianischer Geistlicher und römisch-katholischer Bischof von Erexim
- Mazali, Rela (* 1948), israelische Friedensaktivistin und Autorin
- Mazan (* 1968), französischer Comiczeichner
- Mazan, Jakub (* 1992), polnischer American-Football-Spieler
- Mazáň, Róbert (* 1994), slowakischer Fußballspieler
- Mazanec, Josef (* 1947), österreichischer Universitätsprofessor
- Mazanec, Marek (* 1991), tschechischer Eishockeytorwart
- Mazanek, Ferdinand (1901–1980), rumänischer Graphiker und Maler (Siebenbürgen)
- Mazankowski, Donald (1935–2020), kanadischer Unternehmer und Politiker
- Mazanow, Andrej (1880–1947), bulgarischer Revolutionär, Militär
- Mazany, Guido (* 1959), deutscher Fußballspieler
- Mazapula, Teodor (* 1981), ukrainischer Ordensgeistlicher, ruthenisch griechisch-katholischer Bischof von Mukatschewe
- Mazar, Amichai (* 1942), israelischer Archäologe
- Mazar, Benjamin (1906–1995), israelischer Historiker und biblischer Archäologe
- Mazar, Debi (* 1964), US-amerikanische Schauspielerin
- Mazar, Eilat (1956–2021), israelische Archäologin
- Mazarakis Ainian, Alexander (* 1959), griechischer Klassischer Archäologe
- Mazarakis, Vasilis (* 1980), griechischer Tennisspieler
- Mazăre, Radu (* 1968), rumänischer Politiker
- Mazăre, Simona (* 1995), rumänische Folkloresängerin
- Mazares, medischer Heerführer von Kyros II.
- Mazari, Abdul Ali (1946–1995), afghanischer politischer Führer der Hezb-e Wahdat
- Mazari, Muniba (* 1987), pakistanische Motivationsrednerin und Künstlerin
- Mazariegos, Diego de, spanischer Konquistador
- Mazarin, Jules (1602–1661), französischer Staatsmann und KardinalJules Mazarin (1602–1661)

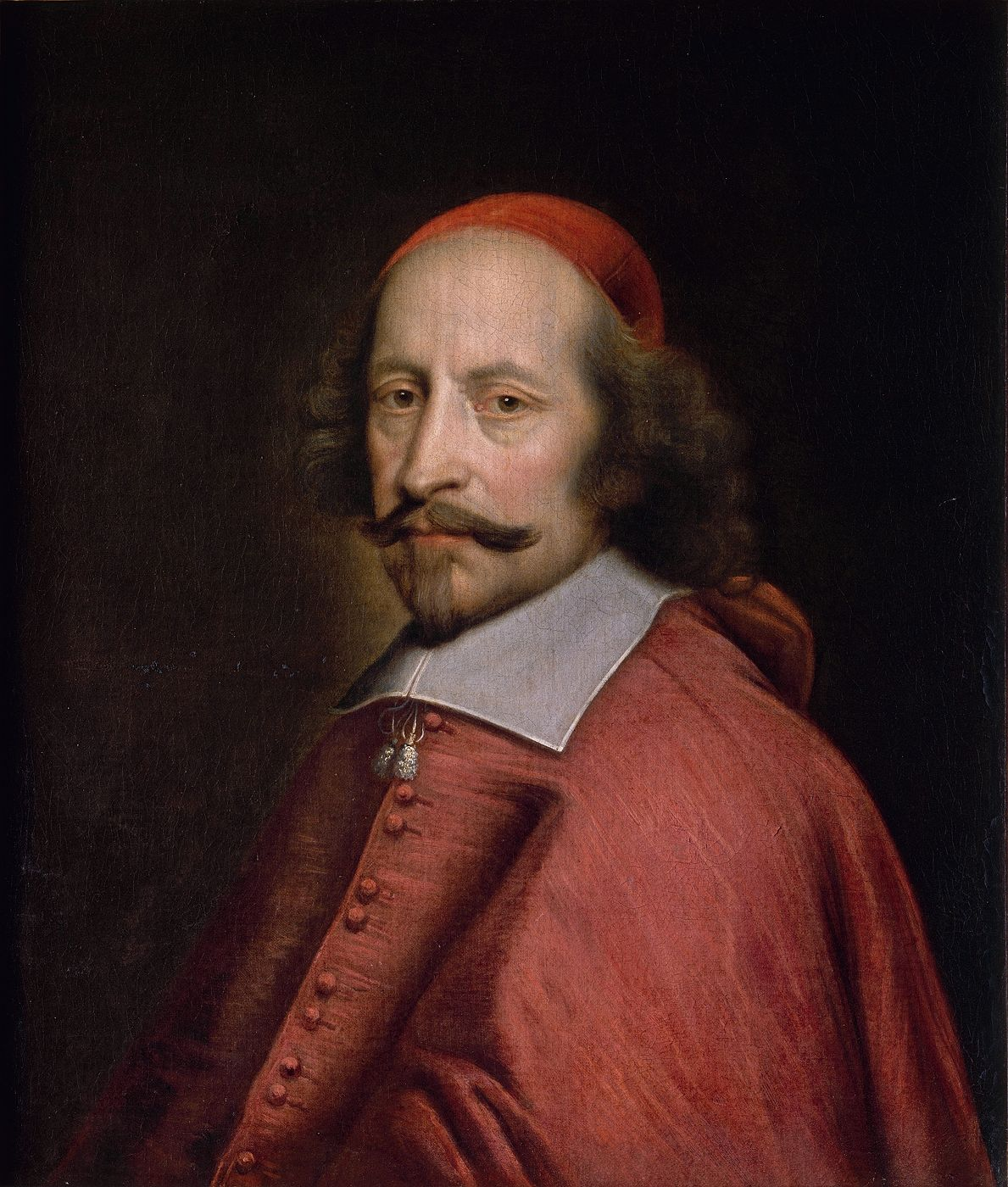
Jules Mazarin (1602–1661)

- Mazarin, Mariette (1874–1953), belgische Opernsängerin
- Mazarin, Michel (1605–1648), italienischer Erzbischof und Kardinal
- Mazarin-Meister, mittelalterlicher Buchmaler
- Mazas, Jacques Féréol (1782–1849), französischer Violinist und Violinpädagoge
- Mazatis, Benjamin (* 1998), deutscher Automobilrennfahrer
- Mazaud, Robert (1902–1946), französischer Rennfahrer
- Mazay, Sabine (* 1967), deutsche Synchronsprecherin

### Mazb
- Mazbouh, Lilian (* 1984), deutsche Schauspielerin

### Mazd
- Mazdak, zoroastristischer Priester und Reformer in der Spätantike von Persien
- Mazdzer, Christopher (* 1988), US-amerikanischer Rennrodler

### Maze
- Maze, Colette (1914–2023), französische Pianistin
- Maze, Ida (1893–1962), kanadische Schriftstellerin des Jiddischen
- Maze, Jynx (* 1990), US-amerikanische PornodarstellerinJynx Maze (* 1990)

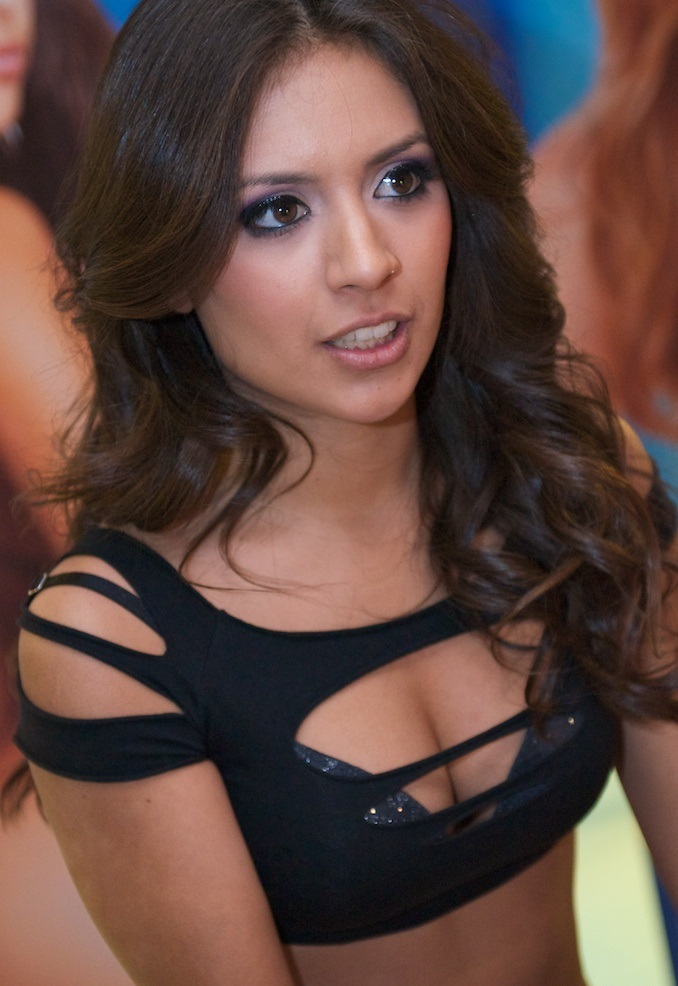
Jynx Maze (* 1990)

- Maze, Michael (* 1981), dänischer Tischtennisspieler
- Mazé, Sébastien (* 1984), französischer Schachspieler und -trainer
- Maze, Tina (* 1983), slowenische Skirennläuferin
- Mazéas, Guillaume (1720–1775), Physiker
- Mazéas, Jacqueline (1920–2012), französische Diskuswerferin
- Mazeau, Charles (1825–1905), französischer Politiker
- Mazeaud, Pierre (* 1929), französischer Politiker, Mitglied der Nationalversammlung, Präsident des französischen Verfassungsrates, Bergsteiger
- Mazeed, Khalid (* 1998), katarischer Fußballspieler
- Mazegger, Bernhard (1793–1876), österreichischer Arzt und Politiker
- Mažeika, Gediminas (* 1978), litauischer Fußballschiedsrichter
- Mažeika, Juozas (* 1952), litauischer Politiker
- Mažeika, Kęstutis (* 1982), litauischer Politiker, Lektor der Lietuvos sveikatos mokslų universitetas
- Mažeika, Martynas (* 1985), litauischer Basketballspieler
- Mažeika, Pranas, litauischer Politiker und stellv. Minister
- Mažeika, Pranas (1917–2010), litauischer Basketballspieler, Sportsoldat und Arzt
- Mažeika, Vaidas (* 1978), litauischer Handballschiedsrichter
- Mažeikaitė-Strečen, Sigita (* 1958), litauische Handballspielerin und -trainerin
- Mažeikis, Edvardas (* 1961), litauischer Generalmajor, Militärdiplomat, Pilot, ehemaliger Befehlshaber der litauischen Luftstreitkräfte
- Mažeikis, Gintautas (* 1964), litauischer Philosoph und Hochschullehrer
- Mažeikis, Romas (* 1964), litauischer Fußballspieler
- Mazej Kukovič, Zofija (* 1955), slowenische Politikerin (SDS), MdEP und Ministerin
- Mazej, Tadej (* 1998), slowenischer Handballspieler
- Mazek, Kamil (* 1994), polnischer Fußballspieler
- Mazel (1931–2024), belgischer Comicautor und -zeichner
- Mazel, Florian (* 1972), französischer Historiker
- Mazel, Jean (1910–1962), französischer Politiker, Mitglied der Nationalversammlung
- Mazel, Olivier (1858–1940), französischer General
- Mazel, Zvi (* 1939), israelischer Diplomat
- Mazeline, Guy (1900–1996), französischer Schriftsteller
- Mazelle, Kym (* 1960), amerikanische Sängerin
- Mazellier, Jules (1879–1959), französischer Komponist und Dirigent
- Mazenauer, Miryam (* 2000), Schweizer Kugelstosserin
- Mazenod, Charles Fortuné de (1749–1840), Bischof von Marseille
- Mazenod, Eugen von (1782–1861), katholischer HeiligerEugen von Mazenod (1782–1861)

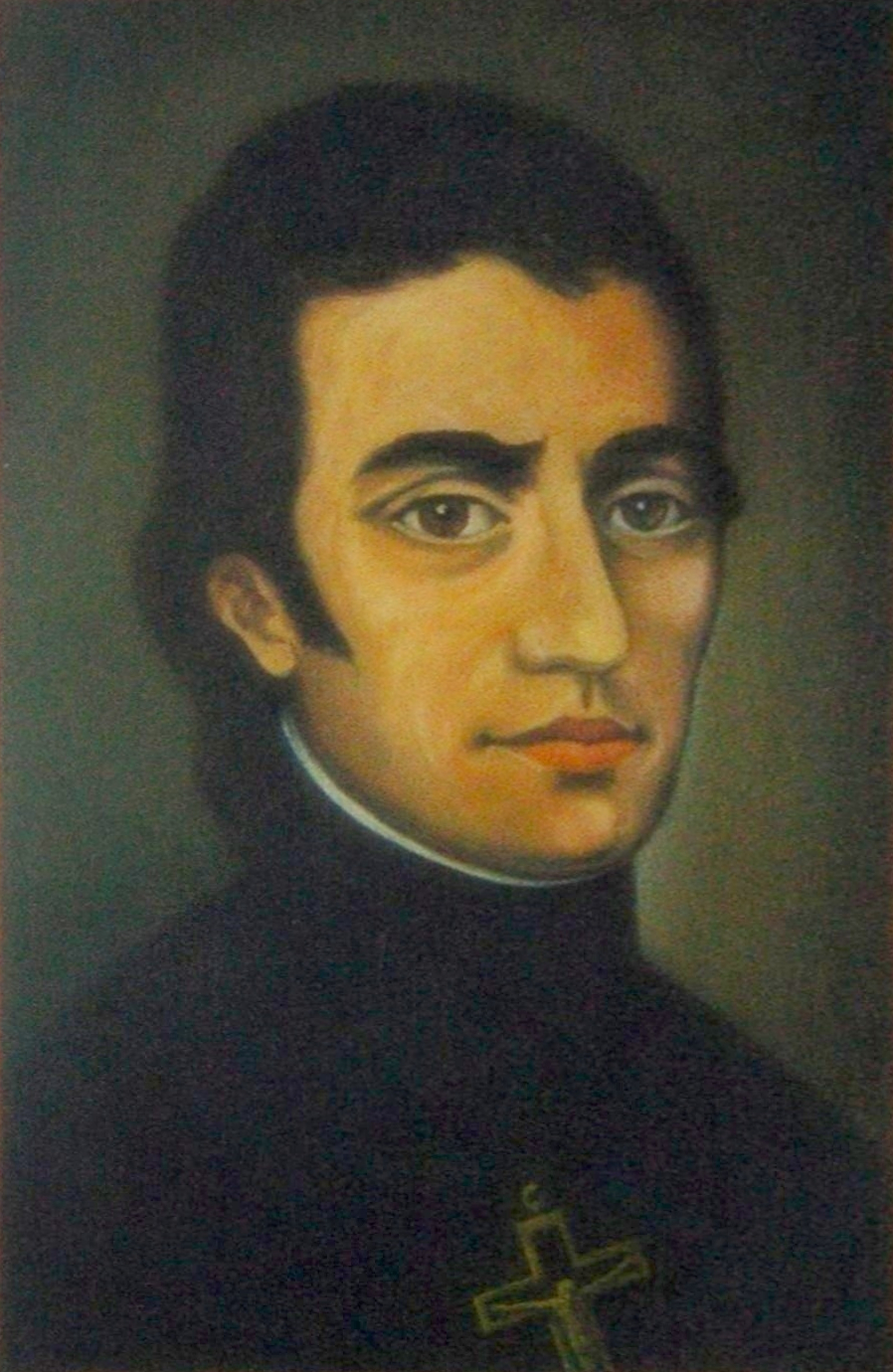
Eugen von Mazenod (1782–1861)

- Mazer, Dan (* 1971), britischer Komiker, Drehbuchautor, Fernseh- und FilmproduzentDan Mazer (* 1971)

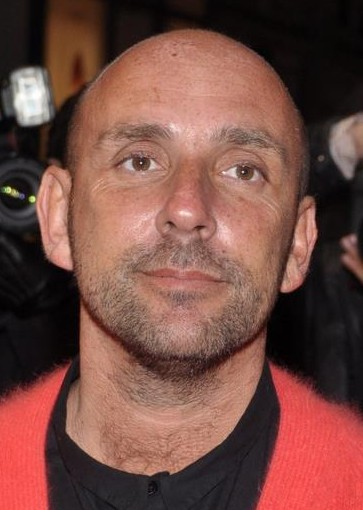
Dan Mazer (* 1971)

- Mazer, Elliot (1941–2021), US-amerikanischer Toningenieur und Musikproduzent
- Mazer, Norma Fox (1931–2009), US-amerikanische Schriftstellerin
- Mazerat, Henri (1903–1986), französischer römisch-katholischer Geistlicher und Bischof
- Mazereeuw, Wijda (* 1953), niederländische Schwimmerin
- Mazeroski, Bill (* 1936), US-amerikanischer Baseballspieler
- Mazery, Jean-Pierre (* 1942), französischer Hochschullehrer, Großkanzler des Malteserordens
- Mazet, François (* 1943), französischer Rennfahrer und Formel-1-Pilot
- Mazet, Julien (* 1981), französischer Radrennfahrer
- Mazet, Siegfried (* 1977), französischer Biathlontrainer
- Mazet-Brown, Txema (* 2006), neuseeländisch-britischer Snowboarder
- Mazetier, Louis (* 1960), französischer Stride-Pianist
- Mazetti, Katarina (1944–2025), schwedische Radiojournalistin, Kolumnistin und Schriftstellerin
- Mazetti, Lucas Henrique (* 2001), brasilianischer Fußballspieler

### Mazg
- Mazgani (* 1975), iranisch-portugiesischer Rockmusiker

### Mazh
- Mazhar, Marvi (* 1984), pakistanische Architektin

### Mazi
- Mazi Jamnik, Hana (2002–2022), slowenische Skilangläuferin
- Mazibora (* 1990), deutscher Songwriter und MusikproduzentMazibora (* 1990)

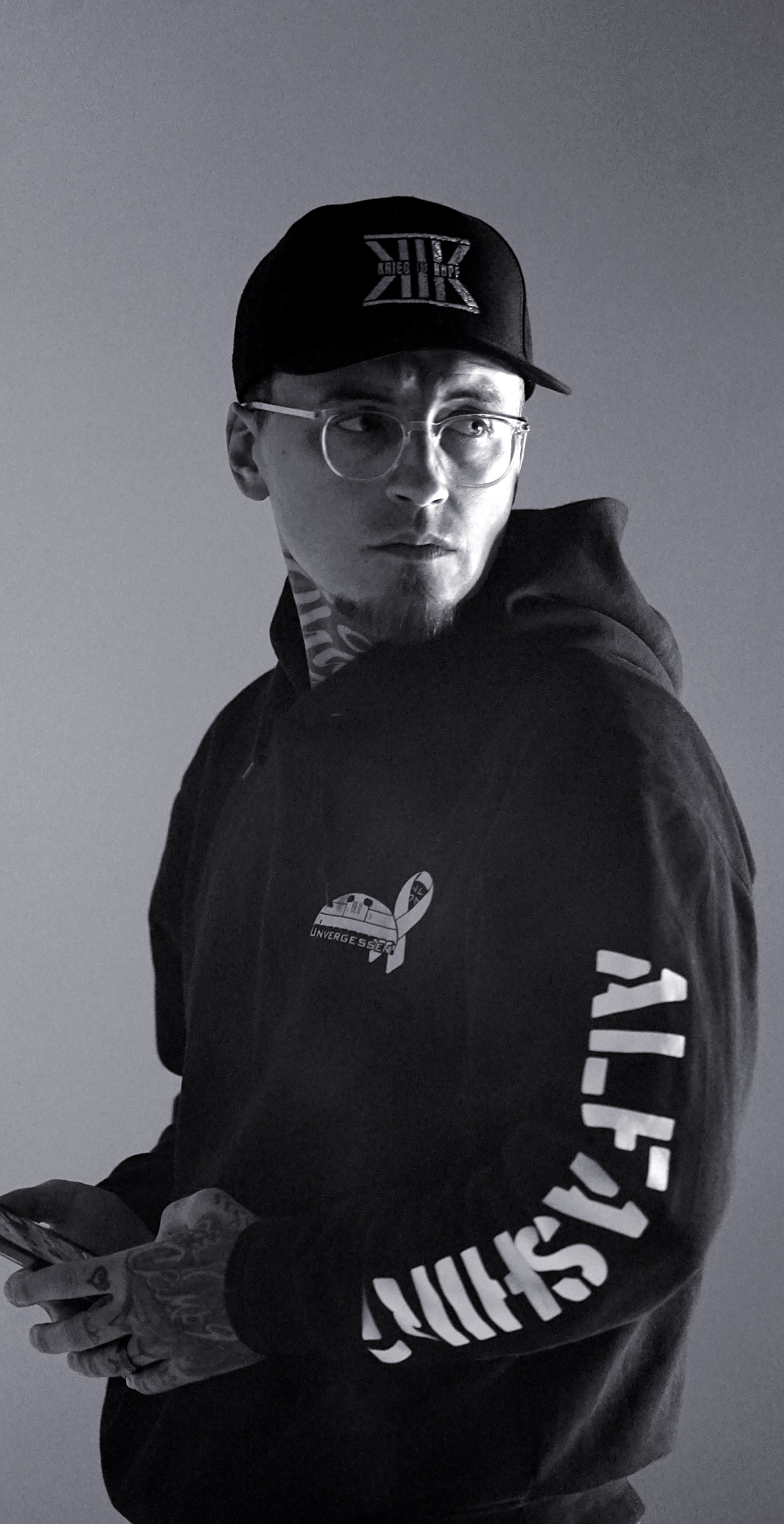
Mazibora (* 1990)

- Mazibuko, Johanna († 2023), südafrikanische angebliche Altersrekordlerin
- Mazibuko, Vusumuzi Francis (* 1965), südafrikanischer römisch-katholischer Ordensgeistlicher und Apostolischer Vikar von Ingwavuma
- Mažić, Milorad (* 1973), serbischer Fußballschiedsrichter
- Mazick, Martin M., US-amerikanischer Offizier, Generalmajor der US Air Force
- Mazière, Christian de la (1922–2006), französischer Kriegsfreiwilliger der deutschen Waffen-SS
- Maziers, Marius (1915–2008), französischer Geistlicher und Erzbischof von Bordeaux
- Mazijew, Islam Chamsatowitsch (* 1973), russischer Judoka
- Mazijewytsch, Kostjantyn (1873–1942), ukrainischer Agrarwissenschaftler, Politiker und Diplomat
- Maziliauskas, Antanas (* 1954), litauischer Wasserbauingenieur und Hydrotechniker
- Mazilier, Joseph (1797–1868), französischer Tänzer, Ballettmeister und Choreograf
- Mazille, Pierre (1921–1979), französischer Geher
- Mazillis, Bernhard (1716–1768), deutscher Kaufmann und Wohltäter
- Mazilu, Dan Horia (1943–2008), rumänischer Slawist, Romanist und Rumänist
- Mazilu, Dumitru (* 1934), rumänischer Jurist, Diplomat, Politiker und Dissident
- Mazilu, Ionuț (* 1982), rumänischer Fußballspieler
- Mazilu, Maria (* 1991), rumänische Skeletonpilotin
- Mazimpaka, Thomas (* 1958), ruandischer NGO-Gründer, Asylbewerber in Deutschland
- Mazin, Craig (* 1971), US-amerikanischer Filmregisseur und DrehbuchautorCraig Mazin (* 1971)

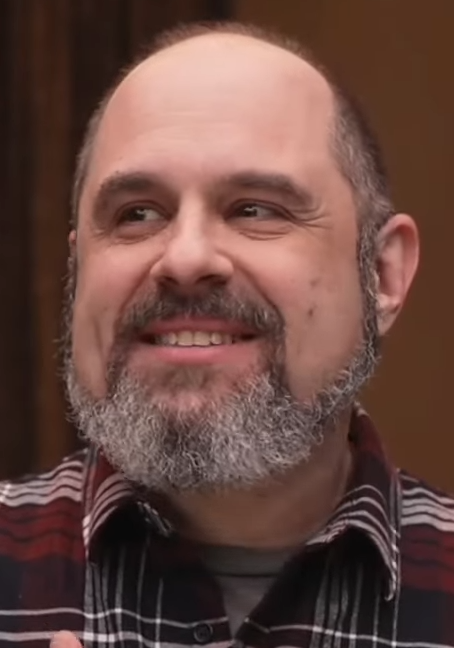
Craig Mazin (* 1971)

- Mazin, Igor, russisch-US-amerikanischer Physiker
- Mazin, Irena (* 1972), israelische Triathletin
- Mazin-Datloof, Galina (* 1949), russisch-israelische Malerin
- Mazingu-Dinzey, Michél (* 1972), deutscher Fußballspieler und -trainer
- Mazinho (* 1965), brasilianischer Fußballspieler
- Mazinho (* 1966), brasilianischer Fußballspieler und -trainer
- Mazini, Usama al- (1966–2023), palästinensischer Politiker (Hamas)
- Mažintas, Darius (* 1982), litauischer Pianist und Politiker
- Mazio, Domenico, Schweizer Architekt in Niederbayern
- Mazio, Raffaele (1765–1832), italienischer Geistlicher, Kurienkardinal
- Maziol, Jacques (1918–1990), französischer Politiker (RPF, UNR, RPR), Mitglied der Nationalversammlung
- Maziq, Husain (1918–2006), libysch Politiker, Premierminister von Libyen (1965–1967)
- Mazique, MC (* 1975), US-amerikanischer Basketballspieler
- Mazirel, Laura Carola (1907–1974), niederländische Juristin, Autorin
- Mazirot, Guy de († 1431), lothringischer Ritter, Seigneur von Maseroy und Offroycourt, Gefolgsmann von René d’Anjou
- Maziya, Frank (* 1961), eswatinischer Leichtathlet
- Maziz, Youssef (* 1998), französischer Fußballspieler

### Mazj
- Mazjozka, Bohdana (* 1989), ukrainische Ski Alpin-Fahrerin

### Mazk
- Mazkewitsch, Iwan (* 1991), belarussischer Handballspieler
- Mazkiw, Tarsykija (1919–1944), griechisch-katholische Ordensschwester, Selige

### Mazl
- Mazlan, Nurul Faizah (* 1991), malaysische Sprinterin
- Mazlan, Shahrulnizam (* 2000), singapurischer Fußballspieler
- Mazliah, Gilbert (* 1942), Schweizer Künstler
- Mazloum, Samir (* 1934), libanesischer Geistlicher, emeritierter Kurienbischof in Antiochia

### Mazn
- Maznov, Goran (* 1981), mazedonischer Fußballspieler

### Mazo
- Mazo González, Alfredo del (1943–2019), mexikanischer Politiker (PRI)
- Mazo von Verden, Bischof von Verden
- Mazo, Juan Bautista Martínez del († 1667), spanischer Porträt- und Landschaftsmaler
- Mazoch, Jan (* 1985), tschechischer Skispringer
- Mazoch, Jiří (* 1990), tschechischer Skispringer
- Mazohl, Brigitte (* 1947), österreichische Historikerin
- Mazois, François (1783–1826), französischer Architekt und Archäologe
- Mazoka, Anderson (1943–2006), sambischer Politiker (UPND)
- Mazokina, Christina Sergejewna (* 1998), russische Skilangläuferin
- Mazolewski, Wojtek (* 1976), polnischer JazzmusikerWojtek Mazolewski (* 1976)

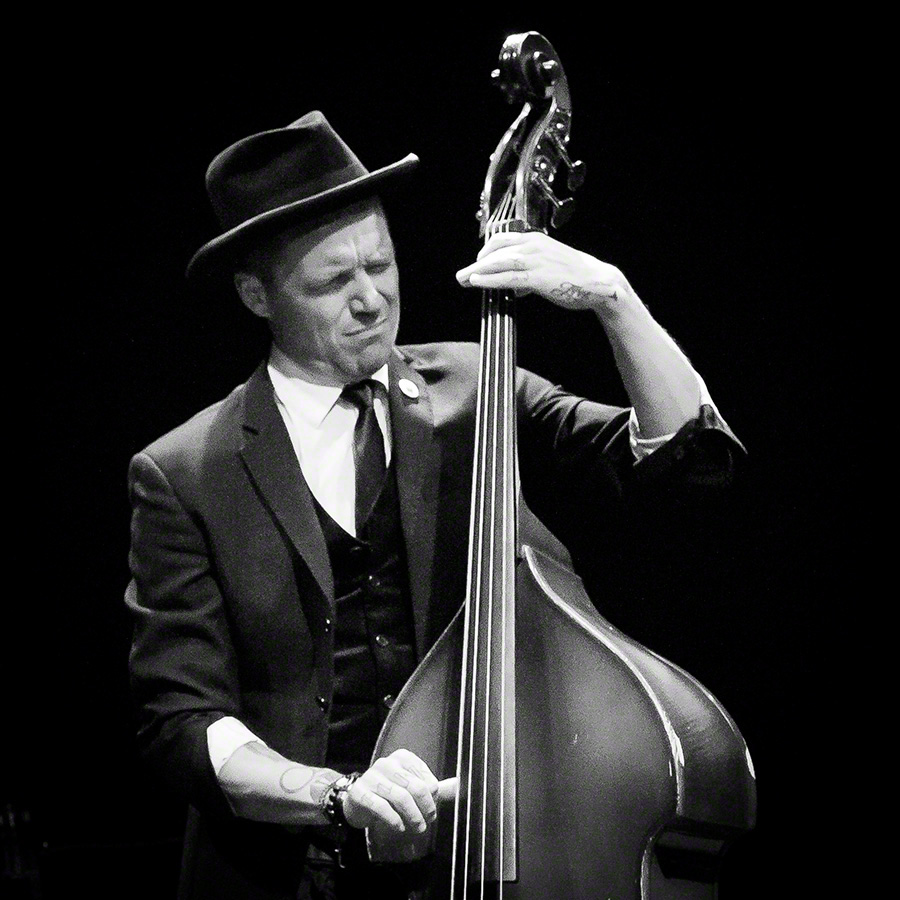
Wojtek Mazolewski (* 1976)

- Mazombwe, Medardo Joseph (1931–2013), sambischer Geistlicher, Erzbischof von Lusaka, Kardinal
- Mazomeit, Johannes (* 1964), deutscher Geobotaniker und Umweltplaner
- Mazonakis, Giorgos (* 1972), griechischer Sänger
- Mazone, Giovanni, italienischer Maler
- Mazonn, Julius Ferdinand (1817–1885), russischer Mediziner
- Mazor, Moran (* 1991), israelische Popsängerin
- Mazor, Stanley (* 1941), US-amerikanischer Computeringenieur
- Mazorra, Raúl (1928–2002), kubanischer Sprinter
- Mazour, Daniel (* 1992), israelischer Eishockeyspieler
- Mazouz, David (* 2001), US-amerikanischer Schauspieler
- Mazouz, Nadia (* 1970), deutsche Philosophin und Physikerin
- Mazouz, Sarah Myriam (* 1987), gabunische Judoka kanadischer Herkunft
- Mazower, Mark (* 1958), britischer Historiker
- Mazowiecki, Tadeusz (1927–2013), polnischer Politiker, Mitglied des Sejm und MinisterpräsidentTadeusz Mazowiecki (1927–2013)

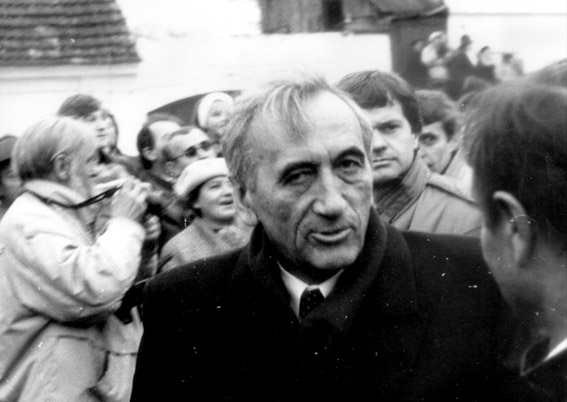
Tadeusz Mazowiecki (1927–2013)

- Mazoyer, Émilie (* 1980), französische Hörfunk- und Fernsehmoderatorin
- Mazoyer, Henri-Francis (1906–1979), französischer Botschafter
- Mazoyer, Léonce-Abel (1846–1910), französischer Straßen- und Brückenbauingenieur

### Mazr
- Mazraoui, Noussair (* 1997), marokkanisch-niederländischer Fußballspieler
- Mazri, Linda (* 2001), algerische Badmintonspielerin
- Mazrocis, Stefan (* 1967), englisch-niederländischer Snookerspieler
- Mazrouaï, Rkia (* 2002), niederländisch-marokkanische Fußballspielerin
- Mazrouei, Mubarak Al (* 1993), Eishockeyspieler aus den Vereinigten Arabischen Emiraten
- Mazrui, Ali (1933–2014), US-amerikanisch-kenianischer Hochschullehrer und Schriftsteller

### Mazu
- Mazu Daoyi (709–788), Meister des Meditationsbuddhismus (Chan)
- Mazuch, Ondřej (* 1989), tschechischer Fußballspieler
- Mazué, Matthieu (* 1995), französischer Jazzmusiker (Piano)
- Mazuel, Adrien, französischer Violinist des Barock
- Mazuel, Guillaume (1541–1590), französischer Instrumentalmusiker des Barock
- Mazuel, Jean (1568–1616), französischer Violinist
- Mazuel, Jean (1594–1633), französischer Violinist
- Mazuel, Jean, der Ältere (* 1560), Instrumentalmusiker und Komponist
- Mazuel, Michel (1603–1676), französischer klassischer Instrumentalmusiker und Komponist
- Mazuel, Pierre (1605–1639), französischer klassischer Instrumentalmusiker
- Mazuelos Pérez, José (* 1960), spanischer Geistlicher und römisch-katholischer Bischof der Kanarischen Inseln
- Mazuir, Rachel (* 1940), französischer Politiker (Parti socialiste), Mitglied des Senats
- Mazujew, Denis Leonidowitsch (* 1975), russischer Pianist
- Mazujew, Minkail Magomedowitsch (* 2000), russischer Fußballspieler
- Mazukatow, Alex Romanowitsch (* 1999), russischer Fußballspieler
- Mažukėlytė, Rita (* 1985), kanadisch-litauische Fußballspielerin
- Mazukewitsch, Denis Sergejewitsch (* 1986), russischer Tennisspieler
- Mazullo, Pedro (* 1892), uruguayischer Fußballtrainer
- Mazumdar, Debashree (* 1991), indische Leichtathletin
- Mazumdar, Jaideep, indischer Diplomat
- Mazumdar, Mira (* 1981), deutsche Schauspielerin indisch-deutscher Herkunft
- Mazumdar, Sakti (1931–2021), indischer Boxer
- Mazumdar, Vina (1927–2013), indische Pionierin der Frauenforschung in Indien
- Mazumdar-Shaw, Kiran (* 1953), indische Unternehmerin und reichste Frau Indiens
- Mazumder, Sita (* 1970), Schweizer Ökonomin und Unternehmerin
- Mažūnaitis, Eugenijus (1947–2010), litauischer Bürgermeister
- Mažuolis, Raimundas (* 1972), litauischer Schwimmer
- Mazúr, Adam (* 1987), slowakischer Handballspieler
- Mazur, Alexandr (* 2005), moldauischer Leichtathlet
- Mazur, Amy (* 1962), US-amerikanische Politikwissenschaftlerin und Hochschullehrerin
- Mazur, August (* 1891), deutscher Vertriebenenfunktionär
- Mazur, Barry (* 1937), US-amerikanischer Mathematiker
- Mazur, Epic (* 1970), US-amerikanischer Rapper, Sänger und Produzent
- Mazur, Franciszek (1895–1975), polnischer Politiker, Mitglied des Sejm (PZPR), Botschafter
- Mazur, Georg (1889–1960), deutscher Kommunalpolitiker
- Mazur, Heather (* 1976), US-amerikanische Schauspielerin
- Mazur, Jan (1920–2008), polnischer Geistlicher, Bischof von Siedlce
- Mazur, Jerzy (* 1953), polnischer Geistlicher, Bischof von St. Josef von Irkutsk und von Elk
- Mazur, Lucas (* 1997), französischer Badmintonspieler
- Mazur, Marian (1909–1983), polnischer Physiker, Kybernetiker, Autor und Mitglied der Polnischen Akademie der Wissenschaften
- Mazur, Marilyn (* 1955), US-amerikanisch-dänische Jazzmusikerin (Perkussionistin, Schlagzeugerin, Komponistin, Pianistin, Vokalistin)Marilyn Mazur (* 1955)

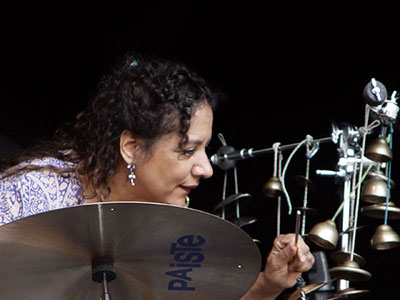
Marilyn Mazur (* 1955)

- Mazur, Meron (* 1962), brasilianischer Geistlicher und griechisch-katholischer Bischof
- Mazur, Monet (* 1976), US-amerikanische Schauspielerin
- Mazur, Peter (1922–2001), niederländischer Physiker
- Mazur, Piotr (* 1982), polnischer Radrennfahrer
- Mazur, Rafał (* 1971), polnischer Jazz- und Improvisationsmusiker (Bassgitarre)
- Mazur, Richard (1901–1957), österreichischer Gewerbetreibender und Politiker (VF, ÖVP), Landtagsabgeordneter und Gemeinderatsmitglied von Wien
- Mazur, Stanisław (1905–1981), polnischer Mathematiker
- Mazur, Włodzimierz (1954–1988), polnischer Fußballspieler
- Mazura, Franz (1924–2020), deutscher Opern- und Konzertsänger (Bassbariton)
- Mazura, Josef (* 1956), tschechischer Fußballspieler und Fußballtrainer
- Mažuranić, Ivan (1814–1890), kroatischer Schriftsteller und Politiker
- Mazure, Alfred (1914–1974), niederländischer Autor und Comiczeichner
- Mazurek, Beata (* 1967), polnische Politikerin, Mitglied des Sejm und Soziologin
- Mazurek, Paula (* 1991), polnische Handball- und Beachhandballspielerin sowie Handballschiedsrichterin
- Mazurek, Rob (* 1965), amerikanischer Kornettist und Komponist des Modern Creative Jazz
- Mazurki, Mike (1907–1990), US-amerikanischer Schauspieler
- Mazurkiewicz, Ladislao (1945–2013), uruguayischer Fußballspieler und -trainer
- Mazurkiewicz, Marek (* 1931), polnischer Politiker, Mitglied des Sejm
- Mazurkiewicz, Paweł Andrzej (* 1976), polnischer Pianist und Hochschulprofessor
- Mazurkiewicz, Stefan (1888–1945), polnischer Mathematiker
- Mazurkiewicz, Władysław (1887–1963), polnischer Diplomat
- Mazurkiewitsch, Hermann (* 1925), österreichischer Boxer
- Mazuronis, Andrius (* 1979), litauischer Bauingenieur und Politiker, Mitglied des Seimas
- Mazuronis, Valentinas (* 1953), litauischer Politiker, MdEP
- Mazurs, Edward G. (1894–1983), US-amerikanischer Chemiker und Chemiehistoriker
- Mazūrs, Mārtiņš (1908–1995), lettischer Radrennfahrer
- Mazursky, Paul (1930–2014), US-amerikanischer Schauspieler und FilmregisseurPaul Mazursky (1930–2014)

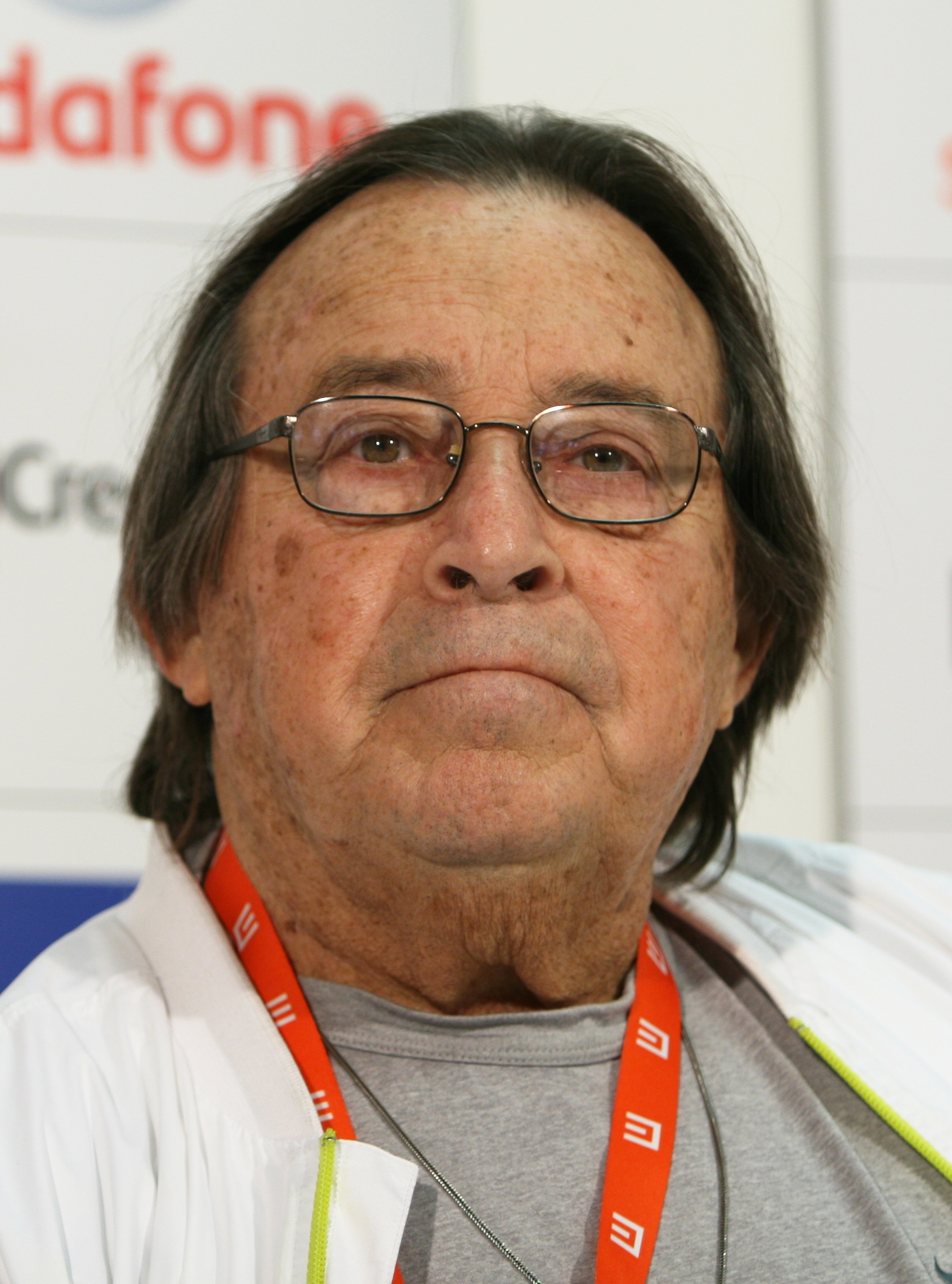
Paul Mazursky (1930–2014)

- Mazuw, Emil (1900–1987), deutscher Politiker (NSDAP), SS-Obergruppenführer, MdR
- Mazuz, Jaron (* 1962), israelischer Politiker

### Mazv
- Mažvydas, Martynas († 1563), litauischer Schriftsteller und Übersetzer

### Mazw
- Mazwai, Thandiswa (* 1976), südafrikanische Sängerin und Songwriterin

### Mazy
- Mazyambo, André Makengo (* 1955), kongolesischer Jurist, Professor für Völkerrecht an der Universität Kinshasa
- Mazyar († 839), Herrscher der Qariniden und Vasall der Abbasiden, gegen die er später revoltierte
- Mazyek, Aiman (* 1969), deutscher Vorsitzender des Zentralrats der Muslime in Deutschland
- Mažylis, Liudas (* 1954), litauischer Politikwissenschaftler und christlich-konservativer Politiker

### Mazz
- Mazza, Alexander (* 1972), deutscher Fernsehmoderator und SchauspielerAlexander Mazza (* 1972)

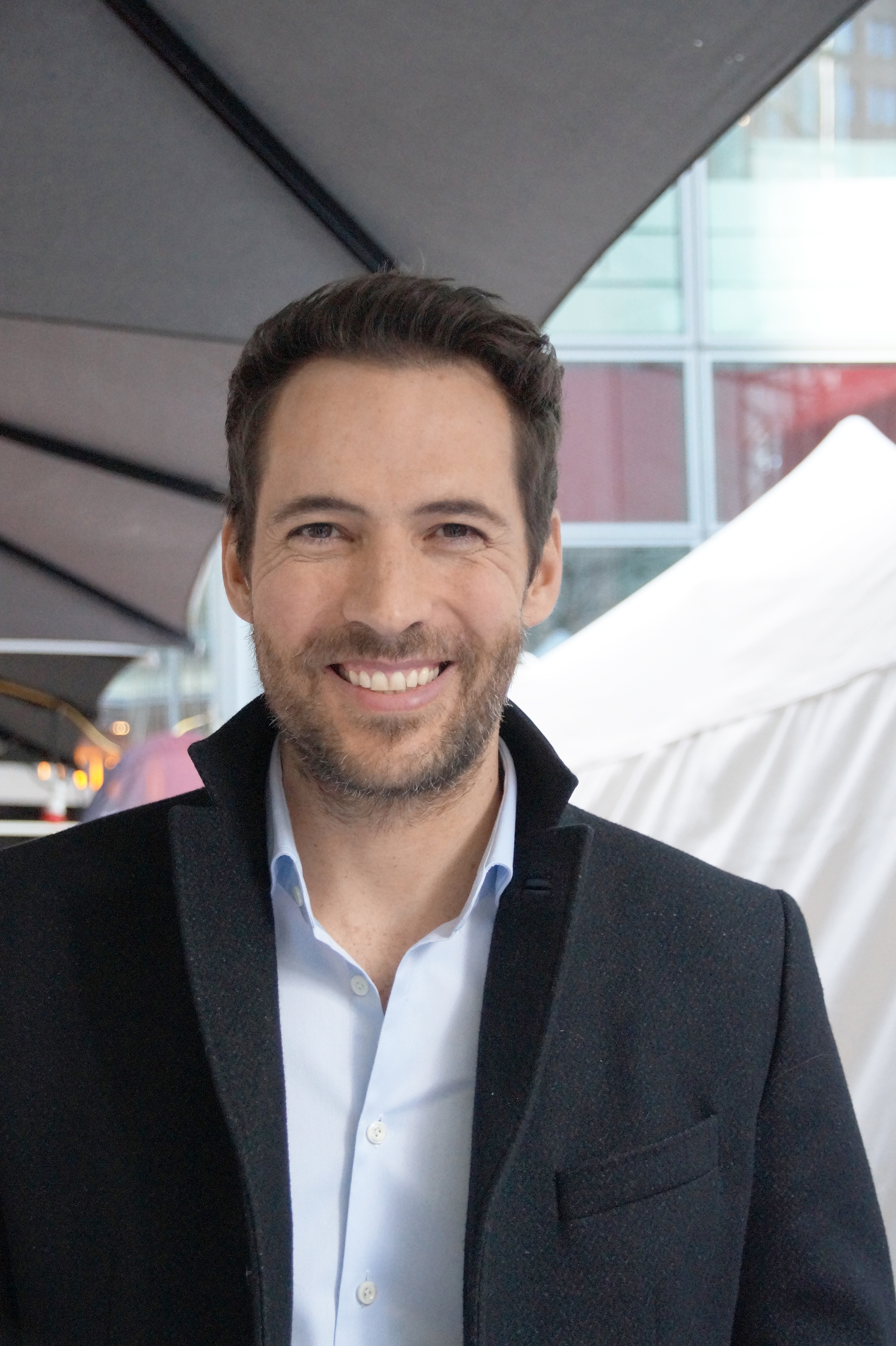
Alexander Mazza (* 1972)

- Mazza, Carlo (* 1942), italienischer Geistlicher, emeritierter römisch-katholischer Bischof von Fidenza
- Mazza, Cesare (1889–1953), Schweizer Rechtsanwalt, Politiker, Grossrat und Staatsrat.
- Mazza, Crescenzo (1910–1990), italienischer Politiker, Mitglied der Camera dei deputati
- Mazza, Giampaolo (* 1956), san-marinesischer Fußballspieler und -trainer
- Mazza, Giorgio (* 1939), italienischer Hürdenläufer und Sprinter
- Mazza, Hugo (1925–2010), uruguayischer Theaterregisseur und Bühnenbildner
- Mazza, Johann Josef (1752–1828), deutscher Maire und Oberbürgermeister von Koblenz
- Mazza, Luigi (* 1960), san-marinesischer Politiker
- Mazza, Marc (* 1938), französischer Schauspieler und Unternehmer
- Mazza, Paolo (1901–1981), italienischer Fußballfunktionär, Fußballtrainer
- Mazza, Pier Filipo (* 1988), san-marinesischer Fußballspieler
- Mazza, Valeria (* 1972), argentinisches Model
- Mazzacane, Aldo (1943–2016), italienischer Rechtshistoriker
- Mazzacane, Gastón (* 1975), argentinischer Formel-1-Rennfahrer
- Mazzacurati, Benedetto (1898–1984), italienischer Violoncellist
- Mazzacurati, Carlo (1956–2014), italienischer Filmregisseur
- Mazzacurati, Giancarlo (1936–1995), italienischer Romanist, Italianist und Komparatist
- Mazzacurati, Renato Marino (1907–1969), italienischer Maler und Bildhauer
- Mazzafaro, Giuseppe (* 1955), italienischer Geistlicher, römisch-katholischer Bischof von Cerreto Sannita-Telese-Sant’Agata de’ Goti
- Mazzaferrata, Giovanni Battista, italienischer Komponist und Kapellmeister
- Mazzali, Andrés (1902–1975), uruguayischer Fußballspieler
- Mazzamauro, Anna (* 1938), italienische Schauspielerin und Sängerin
- Mazzanti, Luca (* 1974), italienischer Unternehmer, Mitbegründer des italienischen Supersportwagenherstellers Mazzanti Automobili
- Mazzanti, Luca (* 1974), italienischer Radrennfahrer
- Mazzantini, Margaret (* 1961), italienische SchriftstellerinMargaret Mazzantini (* 1961)

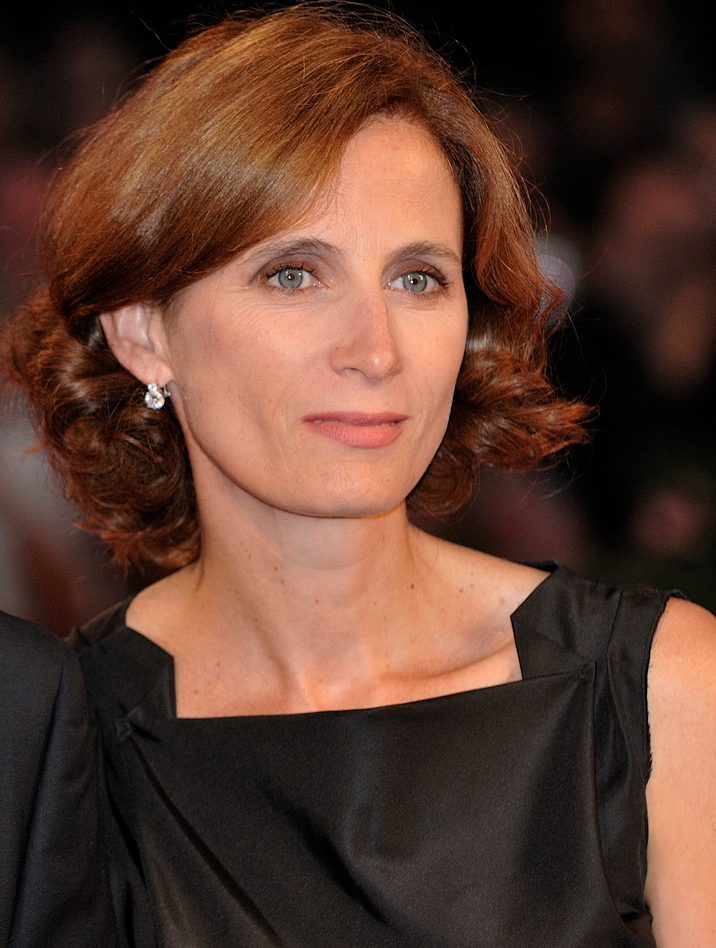
Margaret Mazzantini (* 1961)

- Mazzara, Glen (* 1967), US-amerikanischer Fernsehproduzent und Autor
- Mazzarano, Salvatore (1965–2024), italienischer Fußballspieler
- Mazzarella, Merete (* 1945), finnlandschwedische Schriftstellerin und Literaturwissenschaftlerin
- Mazzarella, Nick (* 1984), US-amerikanischer Jazz- und Improvisationsmusiker
- Mazzarelli, Giuseppe (* 1972), schweizerischer Fußballspieler
- Mazzarello, Maria (1837–1881), italienische Ordensfrau, Mitbegründerin der Don-Bosco-Schwestern
- Mazzarino, Giovanni (* 1965), italienischer Jazzpianist und Bandleader
- Mazzarino, Santo (1916–1987), italienischer Althistoriker
- Mazzariol, Giuseppe (1922–1989), italienischer Kunsthistoriker, Wissenschaftsorganisator, Stiftungs- und Bibliotheksdirektor, Kunsthistoriker
- Mazzarocchi, Serafino (1890–1961), italienischer Turner
- Mazzaron, Marcos (* 1963), brasilianischer Radrennfahrer
- Mazzarotto, Antônio (1890–1980), brasilianischer Geistlicher, römisch-katholischer Bischof von Ponta Grossa
- Mazzarotto, Jerônimo (1898–1999), brasilianischer Geistlicher, Weihbischof in Curitiba
- Mazzarri, Walter (* 1961), italienischer Fußballspieler und -trainerWalter Mazzarri (* 1961)

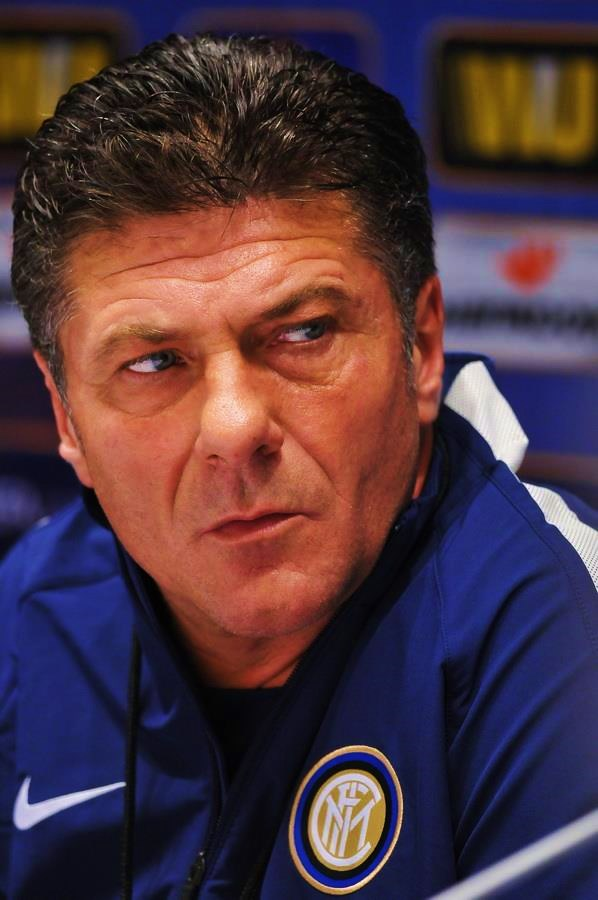
Walter Mazzarri (* 1961)

- Mazzei, Filippo (1730–1816), italienischer Diplomat
- Mazzei, Francesco, italienischer Filmproduzent und -regisseur sowie Autor
- Mazzei, Marina (1955–2004), italienische Klassische Archäologin
- Mazzella, Camillo (1833–1900), italienischer Theologe und Kardinal
- Mazzello, Joseph (* 1983), US-amerikanischer FilmschauspielerJoseph Mazzello (* 1983)

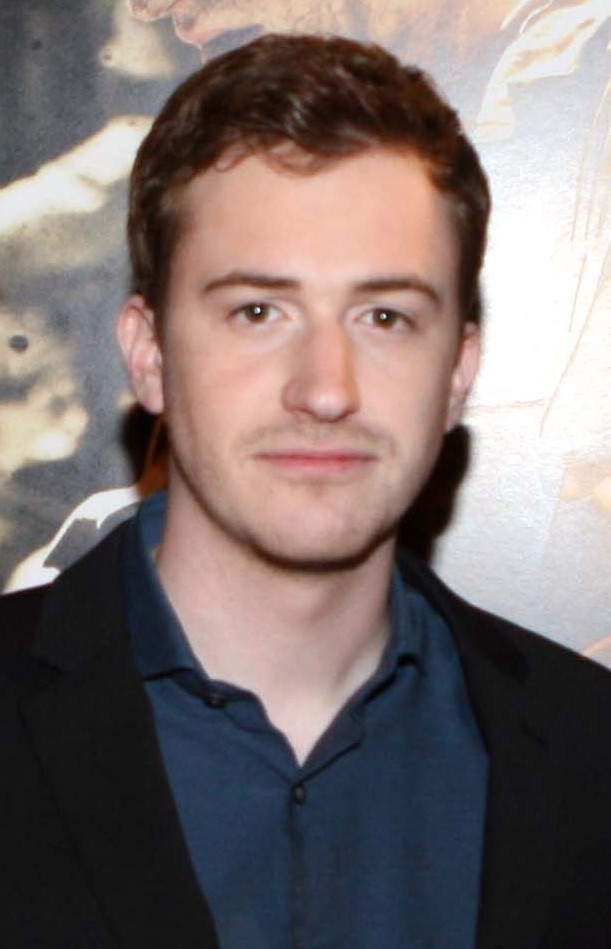
Joseph Mazzello (* 1983)

- Mazzetta, Anita (* 1963), Schweizer Politikerin (Grüne)
- Mazzetti, Anna Maria (* 1988), italienische Triathletin
- Mazzetti, Giuseppe Maria (1778–1850), italienischer römisch-katholischer Geistlicher, Bischof von Aquino, Sora und Pontecorvo
- Mazzetti, Lorenza (1927–2020), italienische Regisseurin, Autorin und Malerin
- Mazzetti, Mark (* 1974), US-amerikanischer Journalist und Autor
- Mazzi, Alessandro (* 1987), italienischer Straßenradrennfahrer
- Mazzi, Tamara (* 1992), deutsche Politikerin (Die Linke)
- Mazzia, Oreste (1883–1918), italienischer Fußballspieler und Mediziner
- Mazzia, René (1938–2012), französischer Autorennfahrer
- Mazzieri, Luca (* 1959), italienischer Regisseur und Drehbuchautor
- Mazzieri, Marco (* 1959), italienischer Regisseur und Drehbuchautor
- Mazzilli, Agustín (* 1989), argentinischer Feldhockeyspieler
- Mazzilli, Pascoal Ranieri (1910–1975), brasilianischer Politiker und Präsident Brasiliens
- Mazzinghi, Joseph (1765–1844), englischer Komponist von Opern und Kammermusik
- Mazzinghi, Sandro (1938–2020), italienischer Boxer
- Mazzini, Giuseppe (1805–1872), italienischer FreiheitskämpferGiuseppe Mazzini (1805–1872)

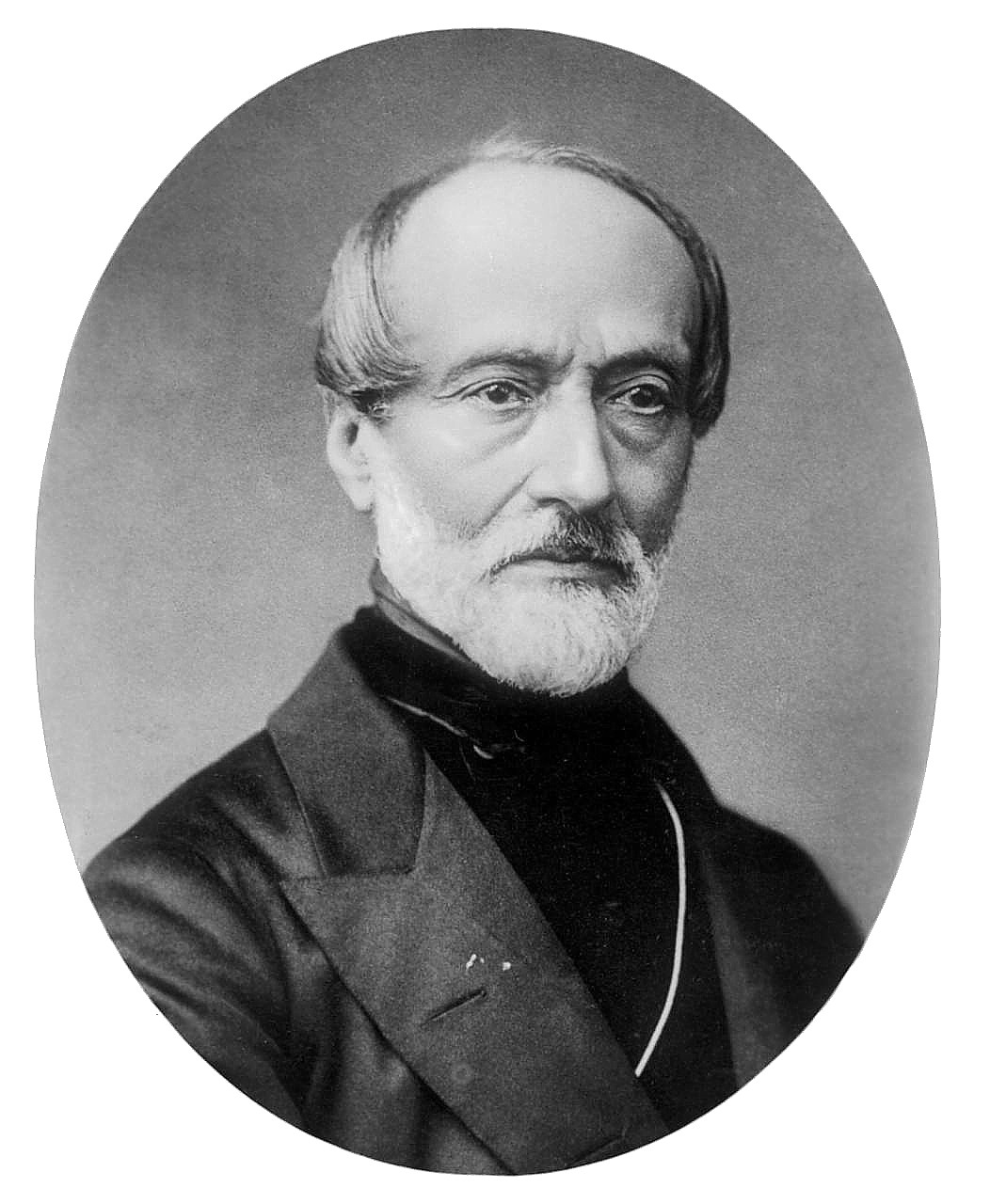
Giuseppe Mazzini (1805–1872)

- Mazzini, José, peruanischer Radrennfahrer
- Mazzini, Miha (* 1961), slowenischer Schriftsteller, Drehbuchautor und Regisseur
- Mazzitelli, Marcelo Fabián (* 1960), argentinischer Geistlicher, römisch-katholischer Weihbischof in Mendoza
- Mazzocato, Andrea Bruno (* 1948), italienischer Geistlicher, römisch-katholischer Erzbischof von Udine
- Mazzocchetti, Piero (* 1978), italienischer Sänger und Pianist
- Mazzocchi, Domenico (1592–1665), italienischer Komponist des Barock
- Mazzocchi, Pasquale (* 1995), italienischer Fußballspieler
- Mazzocchi, Virgilio (1597–1646), italienischer Kapellmeister und Komponist
- Mazzola, Alessandra (* 1999), italienische Tennisspielerin
- Mazzola, Alessia (* 2000), deutsche Schauspielerin
- Mazzolà, Caterino (1745–1806), italienischer Librettist und Dichter
- Mazzola, Enrique (* 1968), italienischer Dirigent
- Mazzola, Ferruccio (1945–2013), italienischer Fußballspieler und -trainer
- Mazzola, Filippo († 1505), italienischer Maler der Renaissance
- Mazzola, Guerino (* 1947), Schweizer Mathematiker und Jazz-Musiker
- Mazzola, Joseph (1799–1871), Schweizer Politiker (konservativ)
- Mazzola, Rocco (1933–2012), italienischer Boxer
- Mazzola, Rosario (1924–2018), italienischer Geistlicher, römisch-katholischer Bischof von Cefalù
- Mazzola, Rudolf (1941–2010), Schweizer Opernsänger
- Mazzola, Sandro (* 1942), italienischer FußballspielerSandro Mazzola (* 1942)

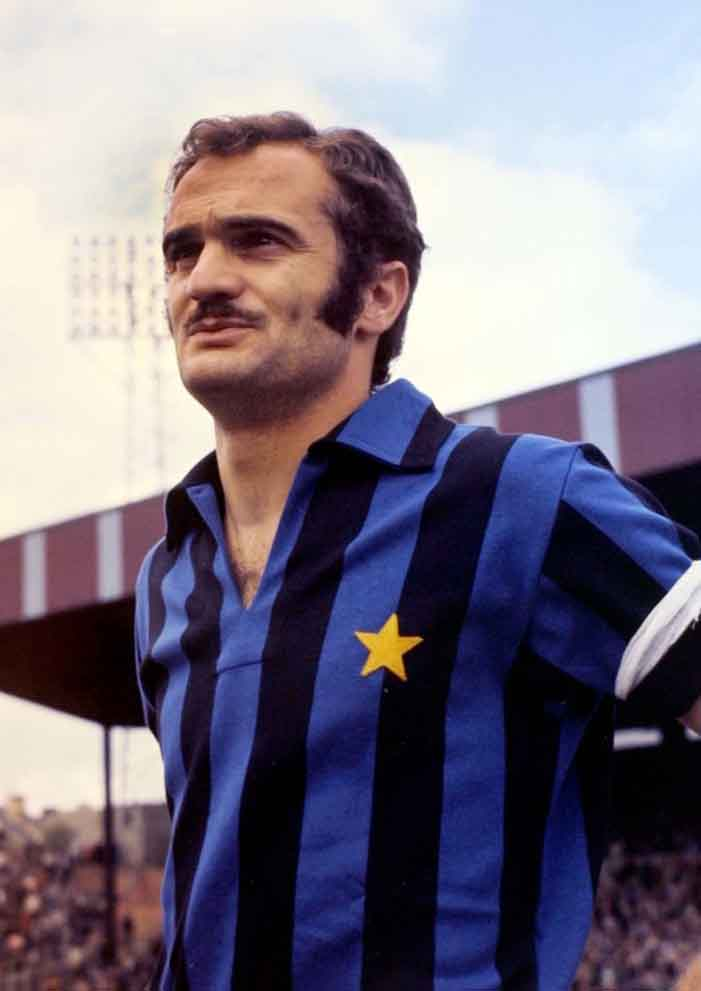
Sandro Mazzola (* 1942)

- Mazzola, Valentino (1919–1949), italienischer Fußballspieler
- Mazzolari, Cesare (1937–2011), italienischer Ordensgeistlicher und römisch-katholischer Bischof von Rumbek
- Mazzoleni, Donatella (* 1943), italienische Architektin und Hochschullehrerin
- Mazzoleni, Eddy (* 1973), italienischer Radrennfahrer
- Mazzoleni, Ettore (1905–1968), kanadischer Dirigent und Musikpädagoge
- Mazzoleni, Roberto (* 1964), italienischer Leichtathlet
- Mazzoli, Giuseppe (1886–1945), italienischer Geistlicher, römisch-katholischer Erzbischof und Diplomat des Heiligen Stuhls
- Mazzoli, Missy (* 1980), amerikanische Komponistin und Pianistin
- Mazzoli, Riccardo (* 1969), italienischer Schauspieler, Künstler und Animateur
- Mazzoli, Romano L. (1932–2022), US-amerikanischer Jurist und Politiker
- Mazzolino, Ludovico, italienischer Maler
- Mazzoll, Jerzy (* 1968), polnischer Jazzmusiker
- Mazzolo, Giovanni Battista, italienischer Bildhauer
- Mazzon, Guido (* 1946), italienischer Jazzmusiker
- Mazzone, Alfredo (1921–1989), italienischer Dramaturg und Regisseur
- Mazzone, Carlo (1937–2023), italienischer Fußballspieler und -trainer
- Mazzone, Lisa (* 1988), Schweizer Politikerin (Grüne)Lisa Mazzone (* 1988)

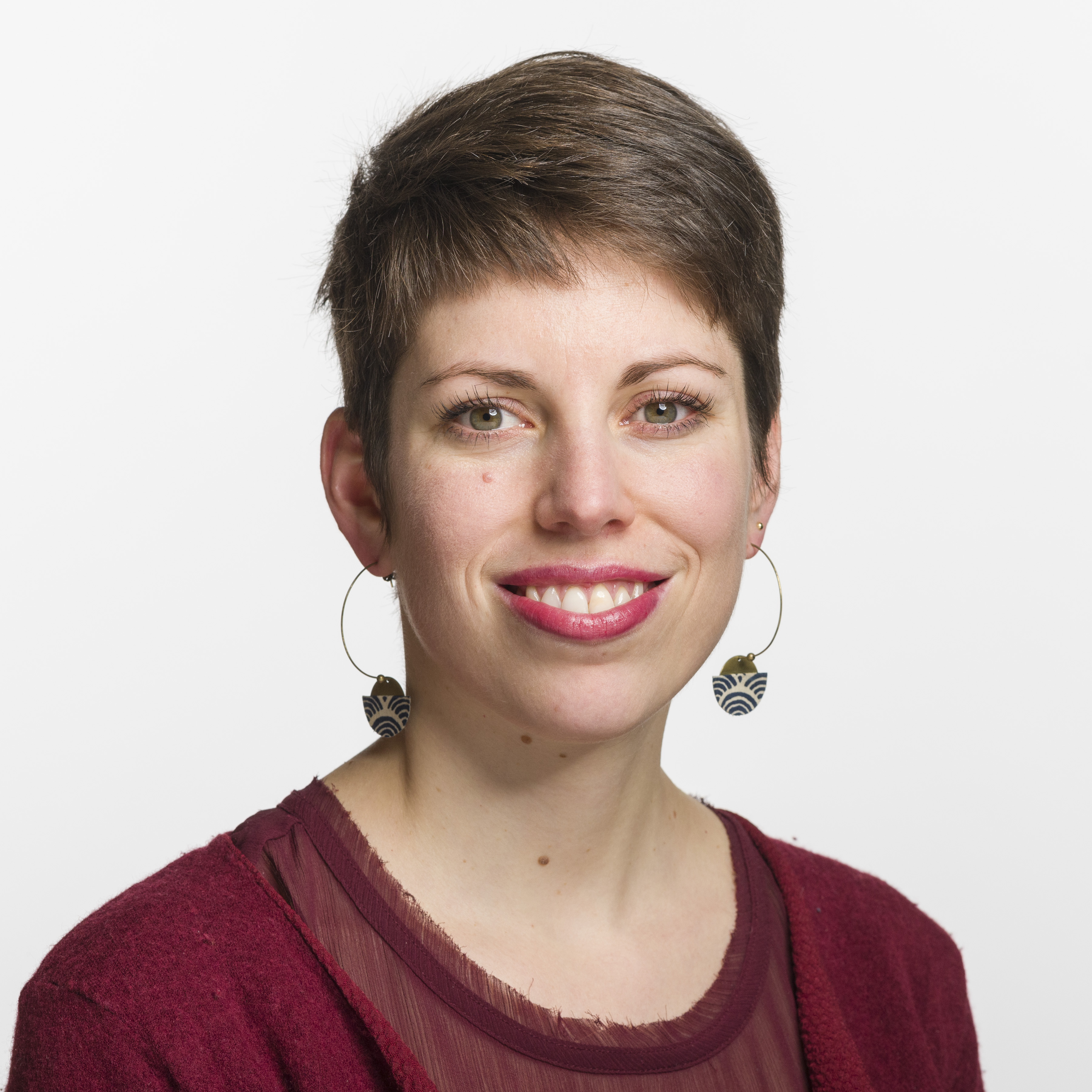
Lisa Mazzone (* 1988)

- Mazzoni, Angelo (* 1961), italienischer Degenfechter und Fechttrainer
- Mazzoni, Angiolo (1894–1979), italienischer Architekt
- Mazzoni, Antonio Maria (1717–1785), italienischer Komponist und Sänger
- Mazzoni, Erminia (* 1965), italienische Politikerin (PdL), Mitglied der Camera dei deputati, MdEP
- Mazzoni, Guido (1859–1943), italienischer Dichter und Literaturwissenschaftler
- Mazzoni, Guy (1929–2002), französischer Schachspieler
- Mazzoni, Ira (* 1960), deutsche Kunsthistorikerin, Fachjournalistin und Architekturkritikerin
- Mazzoni, Jacopo (1548–1598), italienischer Altphilologe, Literaturwissenschaftler und Philosoph
- Mazzoni, Luca (* 1984), italienischer Fußballspieler
- Mazzoni, Pier Luigi (1932–2012), italienischer Geistlicher, römisch-katholischer Bischof von Ascoli Piceno, Erzbischof von Gaeta
- Mazzoni, Roberta (* 1951), italienische Drehbuchautorin und Regisseurin
- Mazzoni, Sebastiano (1611–1678), italienischer Maler
- Mazzoni, Thomas, deutscher Wirtschaftswissenschaftler
- Mazzotta, Maria (* 1982), italienische Sängerin
- Mazzotta, Roberto (* 1940), italienischer Banker und Politiker (DC)
- Mazzotti, Franco (1904–1942), italienischer Adeliger, Pilot sowie Motorboot- und Automobilrennfahrer
- Mazzotti, Laetitia (* 1977), französisch-italienische Schauspielerin und Theaterregisseurin
- Mazzotti, Lucia (* 1985), italienische Skirennläuferin
- Mazzuca, Christian (* 1970), argentinischer Komponist und Maler
- Mazzucato, Alberto (1813–1877), italienischer Komponist und Musikpädagoge
- Mazzucato, Mariana (* 1968), italienisch-amerikanische WirtschaftswissenschaftlerinMariana Mazzucato (* 1968)

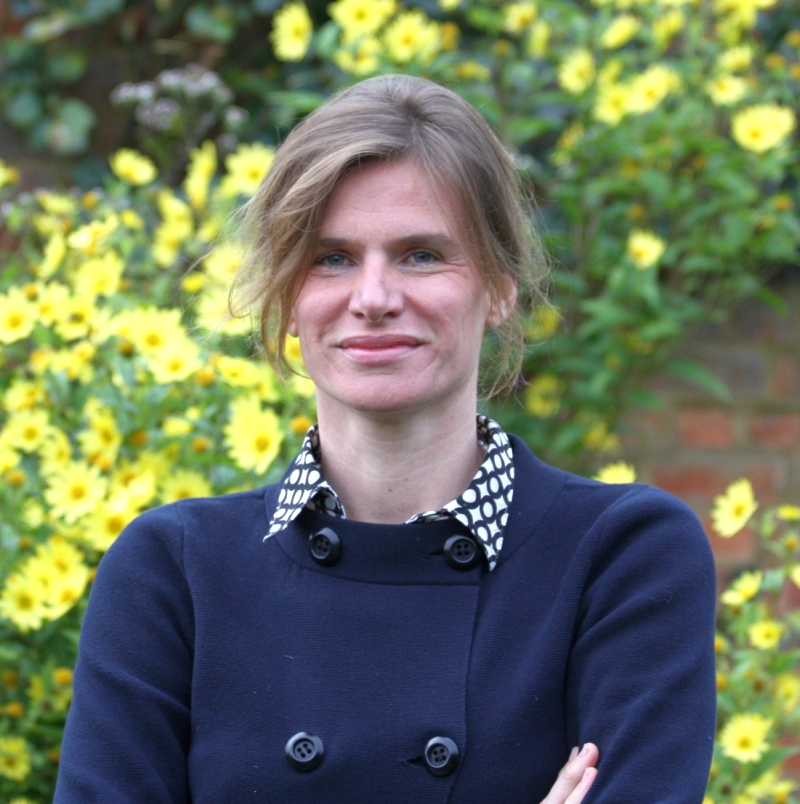
Mariana Mazzucato (* 1968)

- Mazzucato, Michele (* 1962), italienischer Amateurastronom
- Mazzucchelli, David (* 1960), US-amerikanischer Comiczeichner
- Mazzucco, Alexandra (* 1993), deutsche Handballspielerin
- Mazzucco, Eva (1925–2013), österreichische Bildhauerin und Graphikerin
- Mazzucco, Lorenzo († 1909), uruguayischer Fußballspieler
- Mazzucco, Margherita (* 2002), italienische Schauspielerin
- Mazzucco, Massimo (* 1954), italienischer Filmregisseur und Drehbuchautor
- Mazzucco, Melania (* 1966), italienische Schriftstellerin
- Mazzuchelli, Alois von (1776–1868), k. k. Feldzeugmeister sowie Inhaber des k. k. Infanterieregiments Nr. 10
- Mazzuchelli, Giammaria (1707–1765), italienischer Literat und Bibliograph
- Mazzuchelli, Laura (* 1988), österreichische Kinderdarstellerin
- Mazzuoli, Giovanni († 1549), italienischer Dichter und Bibliophiler
- Mazzuoli, Giuseppe († 1589), italienischer Maler
- Mazzuoli, Giuseppe (1644–1725), italienischer Bildhauer